# جيريت كينكل
جيريت كينكل (بالألمانية: Gerrit Kinkel)‏ هو ملحن نمساوي، ولد في 27 ديسمبر 1984.

## وصلات خارجية
- جيريت كينكل على موقع IMDb (الإنجليزية)

- الموقع الرسمي